# Ванесса Есслер
Ванесса Есслер (італ. Vanessa Hessler; нар. 21 січня 1988, Рим) — італійська акторка і фотомодель.

## Біографія

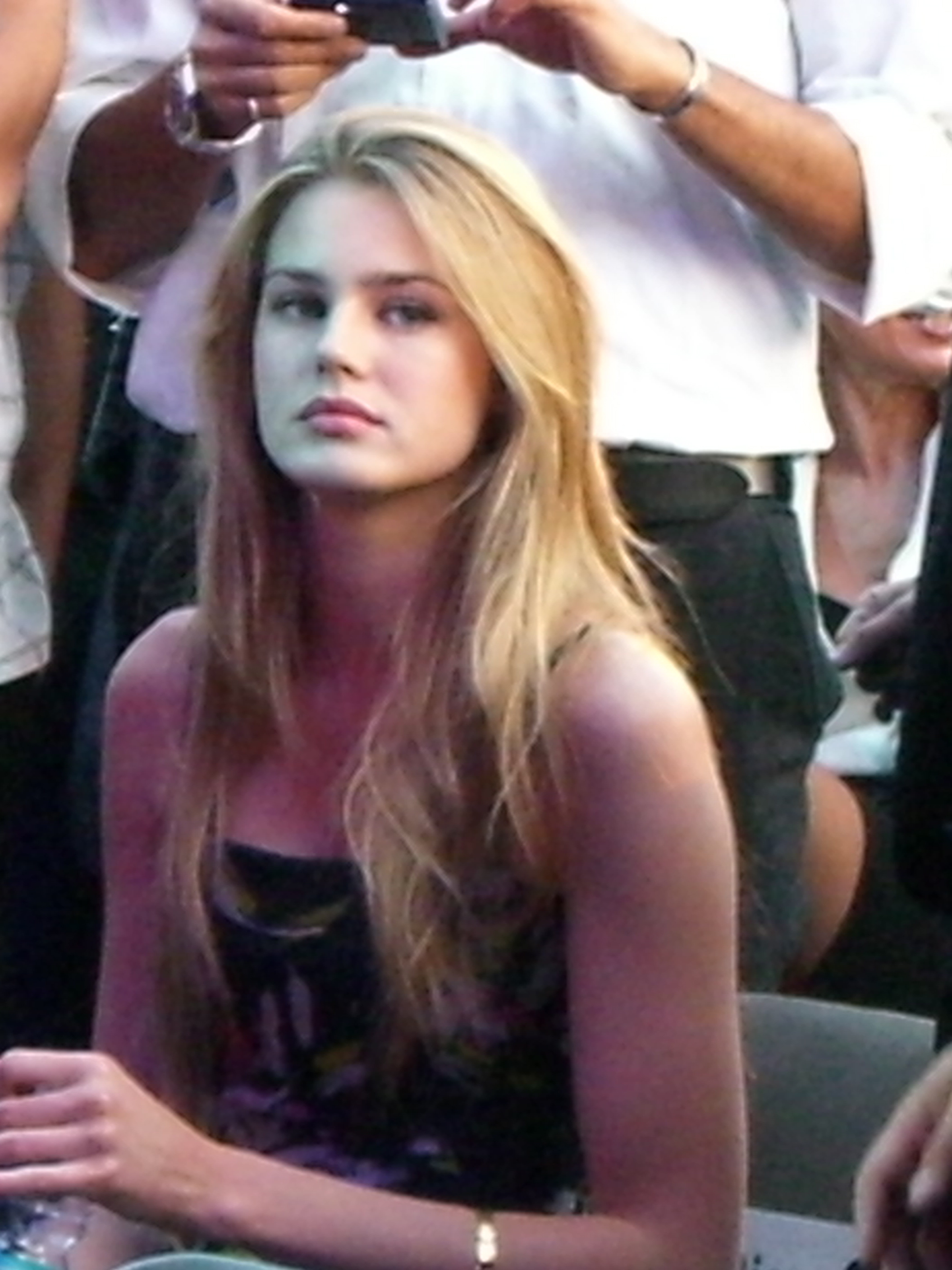
Ванесса Хесслер на церемонії «Wind Music Awards 2008»

Ванесса Есслер народилася 21 січня 1988 року в Римі. Мати Ванесси — італійка, а її батько — американець. Ванесса жила в Римі до 8 років, а потім переїхала в Вашингтон до батька. Ванесса жила там до 2002 року, потім вона повернулася в Італію, щоб почати кар'єру фотомоделі. Ванесса була обличчям європейської марки Alice DSL. 

## Особисте життя
В 2007 році у віці 19 років вона почала зустрічатися з сином лівійського лідера Муаммара Каддафі — Муттазімом. Як розповідала сама Ванесса, це була справжня пристрасть. Їхні стосунки тривали чотири роки аж до початку громадянської війни в Лівії в 2011 році. 28 жовтня 2011 року Ванесса дала інтерв'ю німецькому таблоїду «Spiegel», в якому заявила про сім'ю Каддафі, що «він і його родина не такі, якими їх представляють, вони нормальні люди… Повстанці фінансуються нами, Францією і Великою Британією. Ці люди не знають, що вони роблять. Населенню при Каддафі було не так погано. Люди там були не дуже бідні і не дуже фанатичні. Не треба вірити всьому, що розповідають. Я також постійно думаю про дочку Каддафі Аїші. Жахливо, якщо вона і її дитина не покинули країну. Я шокована тим, що сталося». Після цих коментарів 31 жовтня 2011 року німецький телекомунікаційний концерн Telefonica Germany (однієї з торгових марок якої є Alice DSL) розірвав контракт з Ванессою.

## Нагороди та номінації
- У 2006 році посіла 92 місце в списку AskMen.com's «Top 99 Most Desirable Women of 2006»[9].

## Фільмографія
У 2008 році знялася у фільмі «Астерікс на Олімпійських іграх».